# Seznam dílů seriálu Chicago Justice
Toto je seznam dílů seriálu Chicago Justice. Americký dramatický seriál Chicago Justice vysílala americká stanice NBC od 1. března 2017. Dne 22. května 2017 NBC zrušilo seriál po první řadě.

## Přehled řad
| Řada | Díly | Premiéra v USA | Premiéra v USA  |
| Řada | Díly | První díl      | Poslední díl    |
| ---- | ---- | -------------- | --------------- |
| 1    | 13   | 1. března 2017 | 14. května 2017 |

## Seznam dílů
| Č. v seriálu | Původní název         | Režie            | Scénář                                                          | Premiéra v USA  |
| ------------ | --------------------- | ---------------- | --------------------------------------------------------------- | --------------- |
| 1            | Fake                  | Donald Petrie    | Michael Chernuchin                                              | 1. března 2017  |
| 2            | Uncertainty Principle | Norberto Barba   | William N. Fordes                                               | 5. března 2017  |
| 3            | See Something         | Fred Berner      | námět: Dick Wolf a Michael Chernuchi scénář: Michael Chernuchin | 7. března 2017  |
| 4            | Judge Not             | Elodie Keene     | April Fitzsimmons                                               | 12. března 2017 |
| 5            | Friendly Fire         | Stephen Cragg    | Richard Sweren a April Fitzsimmons                              | 19. března 2017 |
| 6            | Dead Meat             | Eriq La Salle    | Lawrence Kaplow                                                 | 26. března 2017 |
| 7            | Double Helix          | Donald Petrie    | Elizabeth Rinehart                                              | 2. dubna 2017   |
| 8            | Lily's Law            | Donald Petrie    | Allison Intrieri                                                | 9. dubna 2017   |
| 9            | Comma                 | Alex Zakrzewski  | Michael Chernuchin a Allison Intrieri                           | 16. dubna 2017  |
| 10           | Drill                 | Vincent Misiano  | Richard Sweren                                                  | 23. dubna 2017  |
| 11           | AQD                   | Victor Nelli Jr. | Lawrence Kaplow a Elizabeth Rinehart                            | 30. dubna 2017  |
| 12           | Fool Me Twice         | Martha Mitchell  | Bill Chais a William N. Fordes                                  | 7. května 2017  |
| 13           | Tycoon                | Fred Berner      | Bill Chais                                                      | 14. května 2017 |